# ورزشگاه بهومی فالا
ورزشگاه بهومی فالا (به لاتین: Bhumi Phala Stadium) یک ورزشگاه فوتبال در اندونزی است که در Temanggung واقع شده‌است.